# Saint-Thégonnec
Saint-Thégonnec è un comune francese soppresso e frazione del dipartimento dell'Ille-et-Vilaine nella regione della Bretagna. Dal 1º gennaio 2016 si è fuso con il comune di Loc-Eguiner-Saint-Thégonnec per formare il nuovo comune di Saint-Thégonnec Loc-Eguiner.

## Società

### Evoluzione demografica
Abitanti censiti